# Davidson Seamount

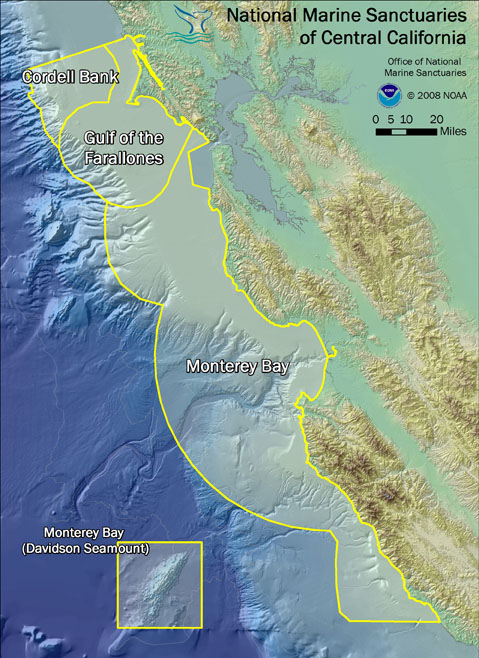
Kaart van de zeereservaten voor de kust van Central California. De Davidson Seamount maakt deel uit van het Monterey Bay National Marine Sanctuary, het grootste zeereservaat van de Verenigde Staten.

De Davidson Seamount is een onderzeese vulkaan in de Stille Oceaan zo'n 130 kilometer ten zuidwesten van Monterey, in de Amerikaanse staat Californië. De berg is 42 km lang en 13 km breed en is daarmee een van de grootste onderzeese bergen ter wereld. Davidson Seamount is van basis tot top 2280 meter hoog, maar zelfs het hoogste punt bevindt zich nog 1250 m onder de zeespiegel.
De berg werd ontdekt toen men de Californische kust in 1933 in kaart bracht. Hij werd vernoemd naar George Davidson, een geograaf van de National Geodetic Survey. Lange tijd was er amper iets over bekend, tot de National Oceanic and Atmospheric Administration (NOAA) in 2002 en 2006 expedities ondernam. Zo kwam het bestaan van een diepzeekoraalecosysteem met grote biologische diversiteit aan het licht. Er zijn meer dan 237 soorten geïdentificeerd, alsook 27 koraaltypes van de diepzee. Sommige koralen zijn meer dan 100 jaar oud. De ontdekking van de natuurlijke rijkdom op en rond de Davidson Seamount leidde tot de opname van de berg in het Monterey Bay National Marine Sanctuary in 2009.

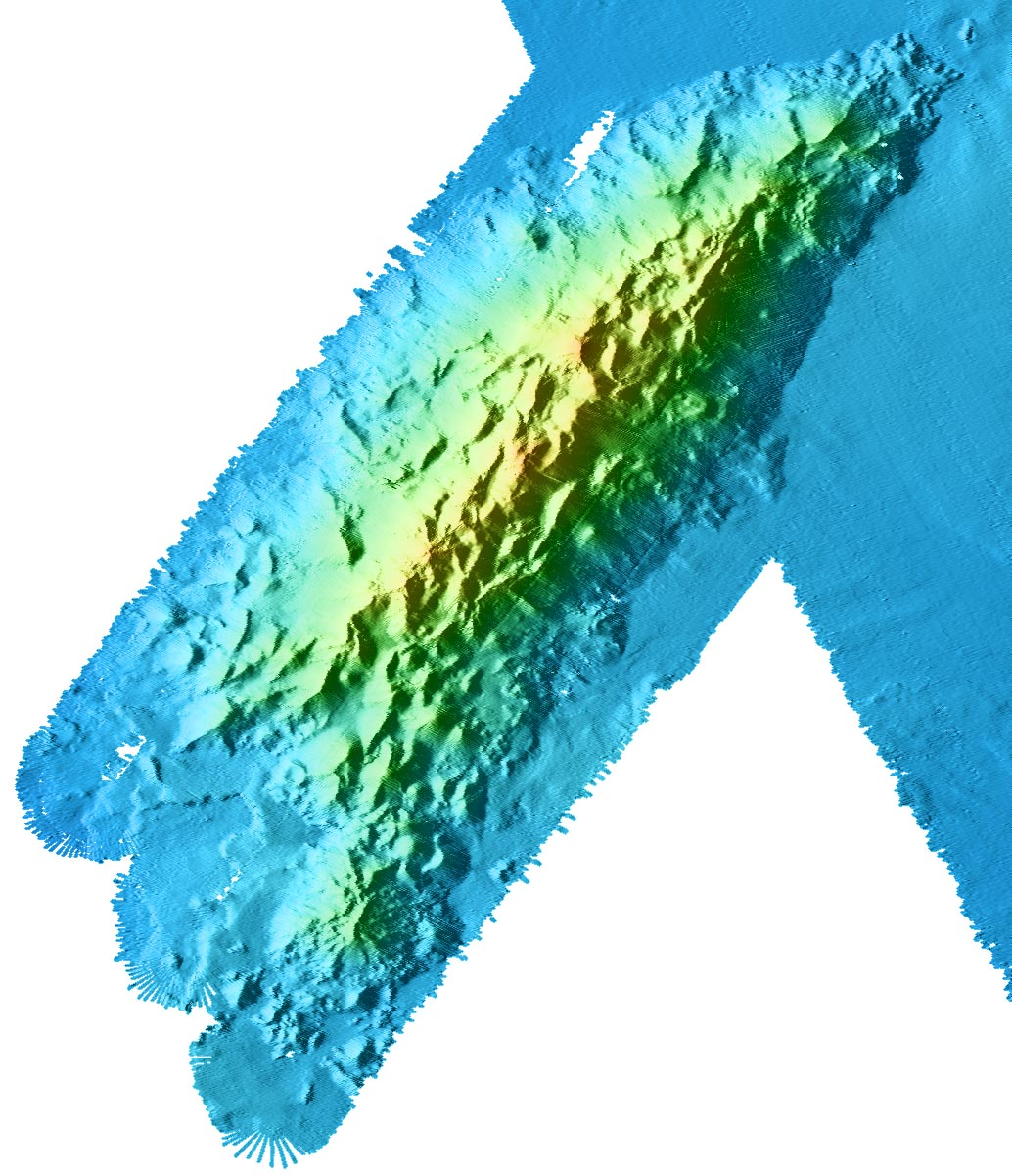
Bathymetrische kaart van de Davidson Seamount
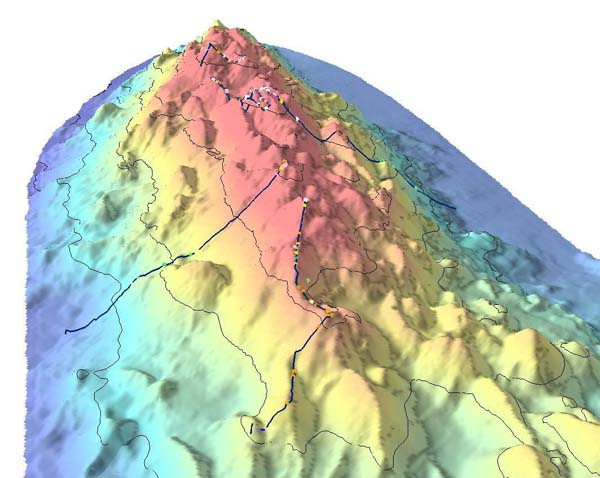
Gedeeltelijke bathymetrie van de Davidson Seamount